# Trochalopteron erythrocephalum
Trochalopteron erythrocephalum é uma espécie de ave da família Leiothrichidae.
Pode ser encontrada nos seguintes países: Butão, China, Índia, Laos, Myanmar, Nepal, Paquistão, Tailândia e Vietname.